# Asmate disjuncta
Asmate disjuncta är en fjärilsart som beskrevs av Barend J. Lempke 1970. Asmate disjuncta ingår i släktet Asmate och familjen mätare. Inga underarter finns listade i Catalogue of Life.